# Begonia hirsuta
Begonia hirsuta là một loài thực vật có hoa trong họ Thu hải đường. Loài này được Aubl. mô tả khoa học đầu tiên năm 1775.

## Hình ảnh

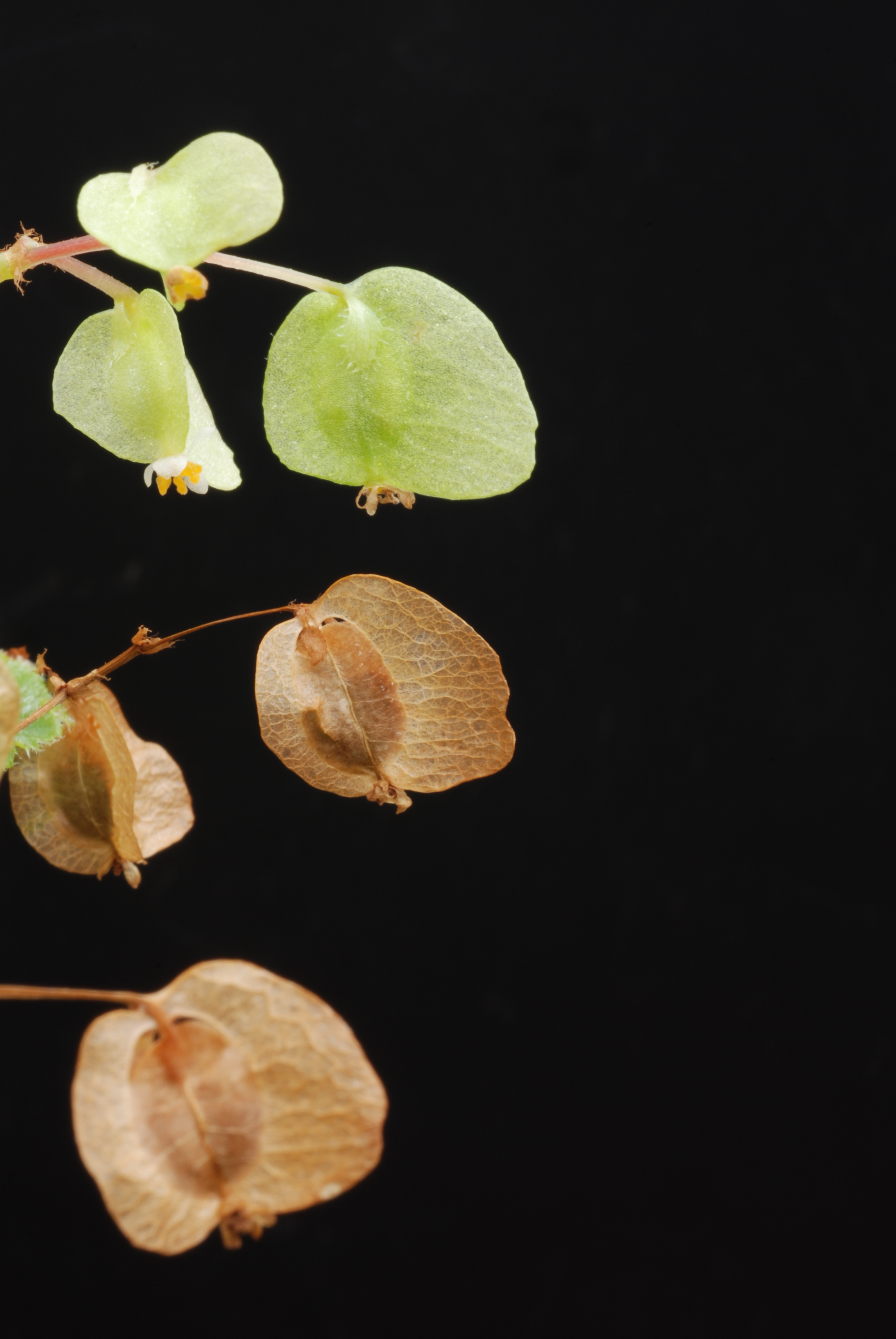
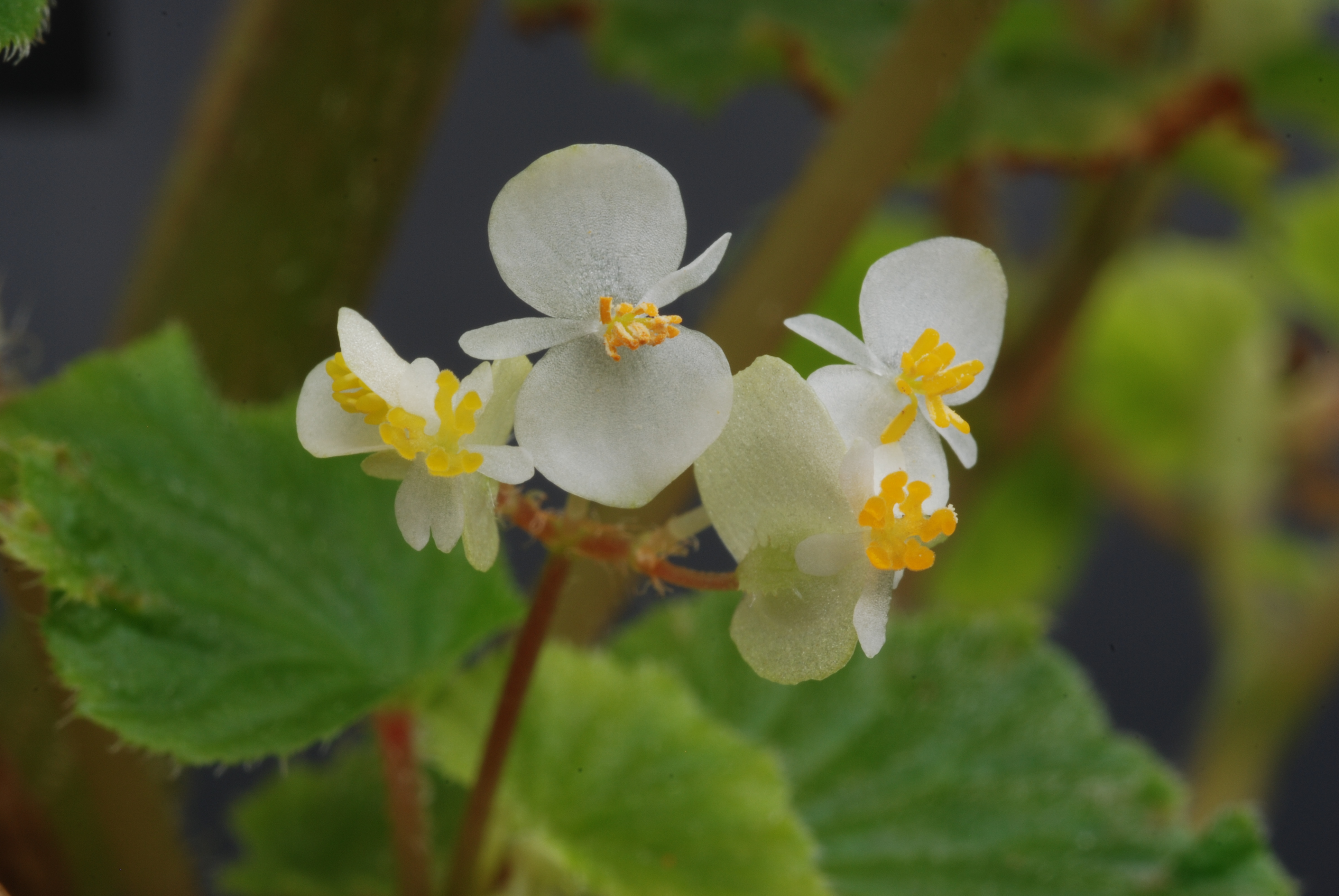
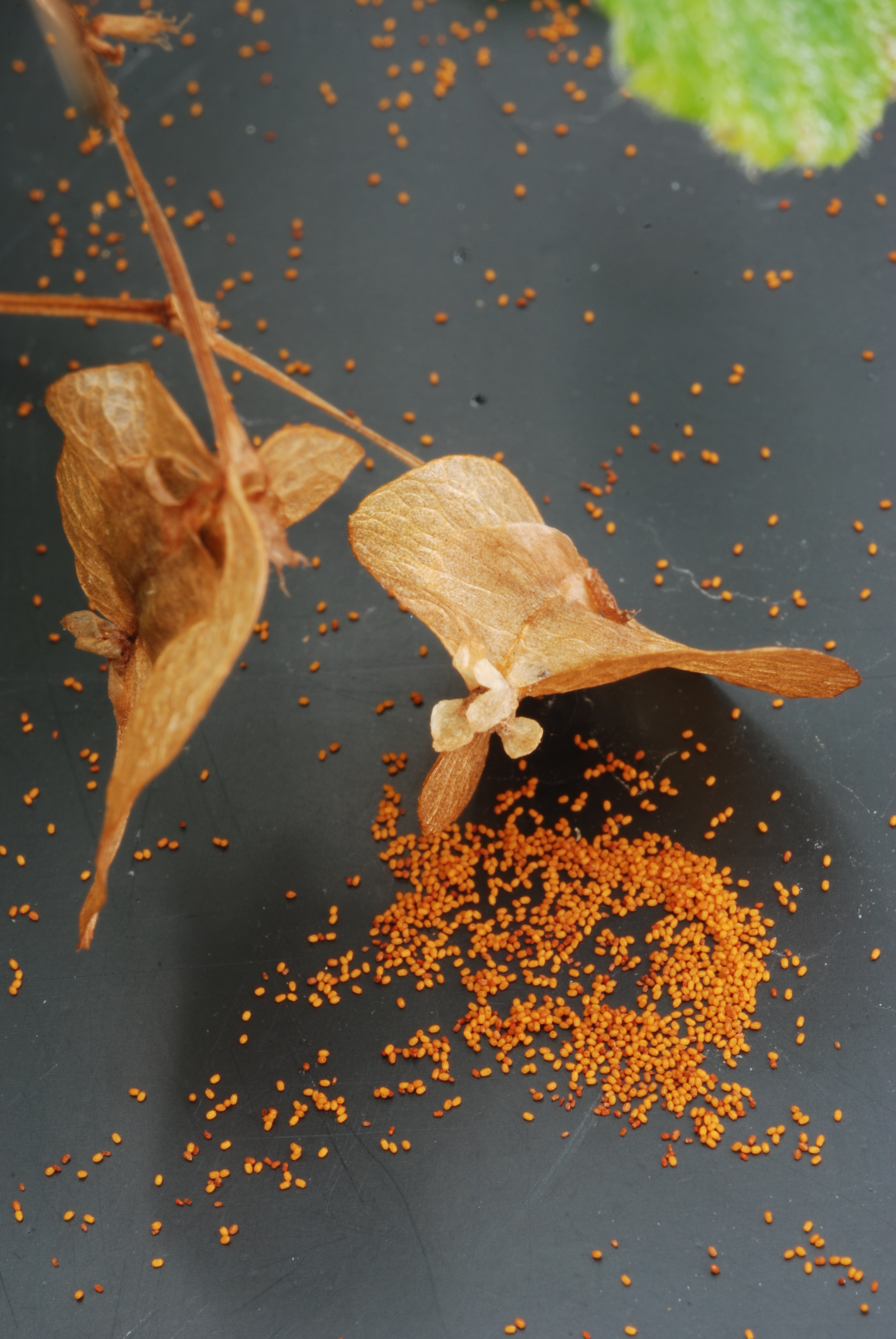
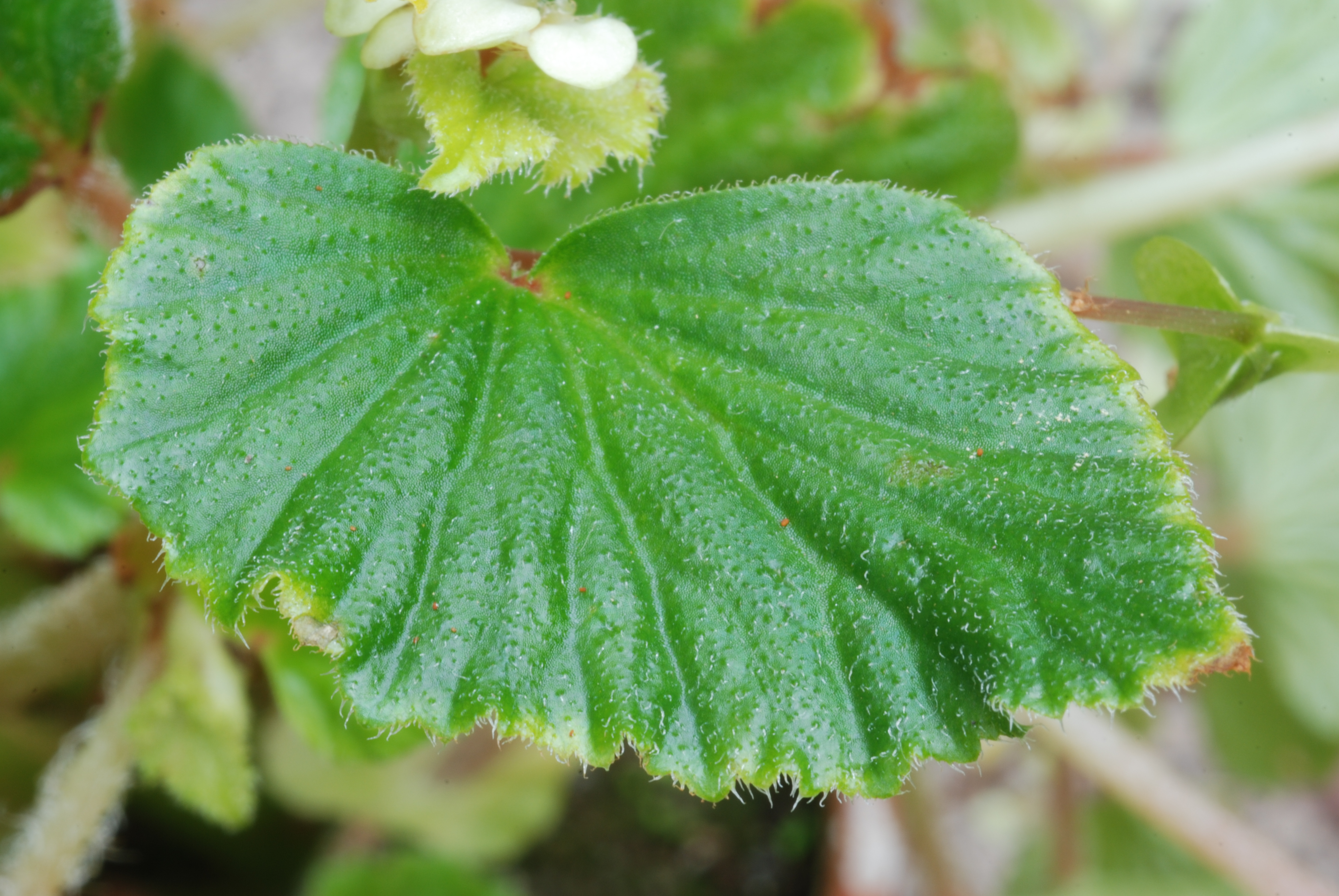